# 2014年5月臺灣
| << | 2014年5月 （民國103年） | >> |    |    |    |    |
| \| 日 \| 一 \| 二 \| 三 \| 四 \| 五 \| 六 \| \| \| \| \| \| 1 \| 2 \| 3 \| \| 4 \| 5 \| 6 \| 7 \| 8 \| 9 \| 10 \| \| 11 \| 12 \| 13 \| 14 \| 15 \| 16 \| 17 \| \| 18 \| 19 \| 20 \| 21 \| 22 \| 23 \| 24 \| \| 25 \| 26 \| 27 \| 28 \| 29 \| 30 \| 31 \| \| \| \| \| \| \| \| \| |                         |    |    |    |    |    |
| 臺灣新聞動態／維基新聞 |                         |    |    |    |    |    |
| 世界／中国大陆／臺灣 |                         |    |    |    |    |    |
| 日 | 一                      | 二 | 三 | 四 | 五 | 六 |
| |                         |    |    | 1  | 2  | 3  |
| 4 | 5                       | 6  | 7  | 8  | 9  | 10 |
| 11 | 12                      | 13 | 14 | 15 | 16 | 17 |
| 18 | 19                      | 20 | 21 | 22 | 23 | 24 |
| 25 | 26                      | 27 | 28 | 29 | 30 | 31 |
| |                         |    |    |    |    |    |

## 5月1日
- 兩萬名民眾聚集於勞動部外要求改善勞工待遇。蘋果日報（页面存档备份，存于）
- 知名作家周夢蝶病逝於新店慈濟醫院，享年94歲。中央社（页面存档备份，存于）

## 5月2日
- 時任中華民國總統馬英九的母親秦厚修逝世，曾任中華民國國防部統計官、中央銀行外匯局科長，慢性肺部腫瘤併發急性感染。 中時電子報（页面存档备份，存于）

## 5月3日
- 兩名台灣人與兩名香港人於菲律賓馬尼拉市開車旅遊時遭到槍擊，後座的一名香港人中彈身亡，其餘3人平安。 中央廣播電臺（页面存档备份，存于）

## 5月5日
- 國立臺灣大學哲學系學生洪崇晏遭便衣警察在未依警察職權行使法規定出示證件及拘票的情況下逮捕。新頭殼（页面存档备份，存于）

## 5月6日
- 2014年1月間，在臺灣租屋的曾姓、邱姓香港女子，因偷走帽子、搬走房東的電視，且以假名租屋。在當庭認罪後，臺北地方法院以偽造文書、侵占、竊盜罪各判刑5月、拘役40日。將菸蒂等垃圾倒入馬桶造成堵塞，屋內堆滿過期發霉食物，砸毀微波爐轉盤、用口紅在牆上留言等，因與房東達成和解而獲檢方不起訴。中央社（页面存档备份，存于）

## 5月8日
- 為了要求停止施做臺北捷運新莊機廠以保護樂生療養院及其中居民的安全，群眾自樂生療養院行走17公里至臺北市政府抗議。公視新聞[]

## 5月9日
- 前一日步行抵達臺北市政府的群眾，上午因試圖進入市府內而與警方發生推擠，數人遭逮捕。公視新聞[]

## 5月12日
- 反台南鐵路東移自救會於今日北上前往交通部陳情，要求召開聽證會，隨後前往臺北高等行政法院旁聽其成員提出之行政訴訟並召開記者會。中國廣播公司（页面存档备份，存于） 蘋果日報（页面存档备份，存于）

## 5月13日
- 因為中华人民共和国在南海部署鑽油平台，引發越南的反中示威運動擴大為失控的暴動。另外，位於新加坡工業區（Vietnam-Singapore Industrial Park，VSIP）、平準工業區、大登工業區、神浪工業區、越香工業區等地多家台商工廠，因為招牌使用中文而被攻擊。中華民國(臺灣)外交部警示分級（页面存档备份，存于）（繁體中文）美聯社-1（页面存档备份，存于）、美聯社-2（页面存档备份，存于）（英文）
- 立法院院會三讀通過《公職人員選舉罷免法》部分條文修正案，配合今年1月《地方制度法》修法，將原住民鄉鎮恢復選舉區長。包括已升格的台中市和平區、新北市烏來區、高雄市桃源區、那瑪夏區、茂林區以及今年底即將升格為「桃園市復興區」的桃園縣復興鄉，在年底7合1選舉就會恢復或維持選舉區長及區民代表。蘋果日報（页面存档备份，存于）

## 5月14日
- 《台灣壹週刊》報導，中華民國總統馬英九因持有美國綠卡，7月1日將有可能被美国国家税务局根據《美国海外账户税收合规法》（FATCA，或稱肥咖條款）查稅。報導內容被總統府與美國在台協會否認，也被網友證明是錯誤報導。蘋果日報（页面存档备份，存于） 中央社（页面存档备份，存于） ETtoday新聞雲（页面存档备份，存于） 中國時報即時新聞（页面存档备份，存于）
- 前英國《衛報》記者格林華德（英语：Glenn Greenwald）出版了新書《政府正在監控你︰史諾登揭密（英语：No Place to Hide (book)）》。當中披露2012年臺灣曾接受美国国家安全局20萬美元資助，但仍遭到美方監聽。華視新聞（页面存档备份，存于）

## 5月15日
- 中天新聞主播史哲維被發現陳屍在臺北市仁愛路住處。中央社（页面存档备份，存于）

## 5月20日
- 馬英九總統發表就職六周年演說。中央社（页面存档备份，存于）
- 國道一號泰山段發生車禍事故，共有29輛車連環追撞，6人輕傷。中央社（页面存档备份，存于）
- 20日夜至21日清晨間降下梅雨季豪大雨，各地傳出淹水災情。新頭殼（页面存档备份，存于）
- 桃園機場發生讓日本籍旅客攜帶柴油登機的重大疏失，直到飛機抵達菲律賓後，才由該國地勤人員發現。中央社（页面存档备份，存于）
- 已婚的民主進步黨籍林內鄉鄉長邱世文，在公務上班時間與屬下有夫之婦曾姓女雇員至汽車旅館開房，被曾女丈夫抓姦。臺灣蘋果日報頭版（页面存档备份，存于）

## 5月21日

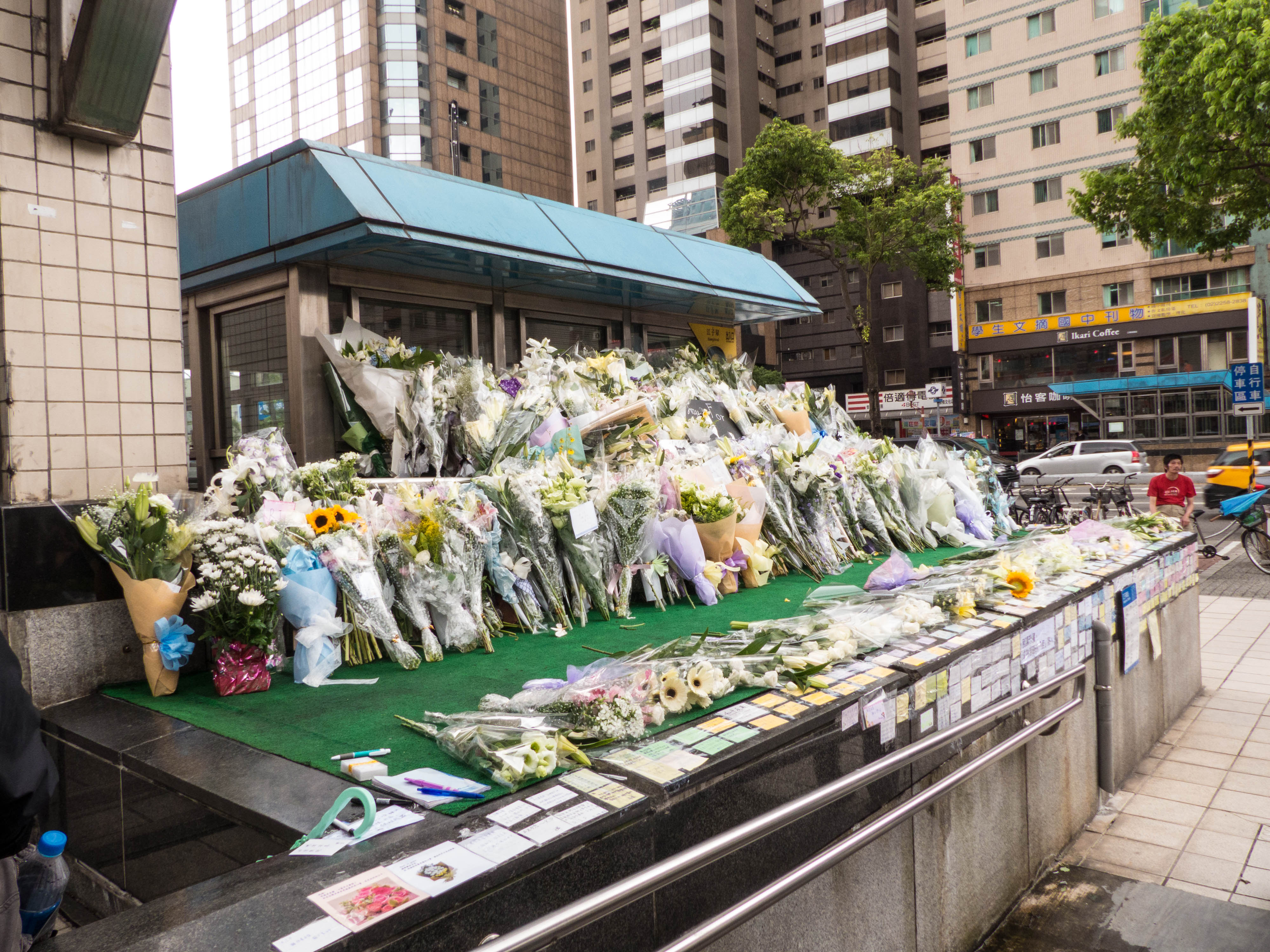
台北捷運板橋線隨機殺人事件後，江子翠站三號出口後方的獻花臺。（2014年5月23日）

- 臺北捷運板南線發生隨機殺人事件，嫌犯鄭捷於龍山寺站－江子翠站間隨機砍殺乘客，造成4人死亡及24人輕重傷。蘋果日報（页面存档备份，存于） ETtoday 新聞雲（页面存档备份，存于）
- 為了抗議興建臺北捷運新莊機廠造成地層潛移及走山風險，青年樂生聯盟於本日下午攜標語搭乘台北捷運橘線表達訴求。風傳媒

## 5月23日
- 五福旅行社漳州旅行團遊覽車因雨打滑墜入九龍江，已確定7名台灣人死亡。中央社（页面存档备份，存于）
- 國立中央大學通訊系統研究中心主任陳錕山確定棄職投共，加入北京師範大學遥感科学国家重点实验室。自由時報（页面存档备份，存于）、遙感科學國家重點實驗室；對此，中華民國國家安全局表示，陳君之研究「均屬基礎技術研究項目，不涉本局工作業務機密」，媒體過度渲染。國安局新聞稿（页面存档备份，存于）

## 5月24日
- 2010年在臺灣酒後駕車撞死人的英國籍男子Zain Taj Dean（林克穎），其民事賠償英國高等法院一審宣判需支付約新台幣908萬元。中央社（页面存档备份，存于）

## 5月25日
- 前陸軍總司令黃幸強、陳廷寵和李楨林於4月24日時不顧國防部與退輔會反對，堅持到廣東佛山參加第六屆兩岸退將聯誼會，消息在今日被曝光，不分藍綠立委均譴責。民視、新華網（页面存档备份，存于）
- 第十五屆民主進步黨黨主席選舉，由前主席蔡英文當選。蘋果日報（页面存档备份，存于）

## 5月26日
- 《公平交易法》修正案在立法院經濟委員會通過初審，修法完成後主管機關將擁有搜索與扣押權。中央社（页面存档备份，存于）

## 5月29日
- 中華電信宣布，4G正式開台，月租費由最低新台幣236元至最高2636元間，上網量規劃在200MB至最高32GB，超過上網量將降速。中央社（页面存档备份，存于）
- 江國慶案，陳肇敏等六人判賠近六千萬元新台幣。中央社（页面存档备份，存于）

## 5月30日
- 因提案降低選舉年齡，立法院可能在下個會期將啟動修改《中華民國憲法》的委員會。中央社（页面存档备份，存于）
- 桃園縣副縣長葉世文上午因為涉嫌貪汙被搜索，下午遭縣政府免職，而涉入此案的遠雄集團董事長趙藤雄亦遭傳喚，並於其後由檢察官聲請羈押禁見。自由時報（页面存档备份，存于） 蘋果日報（页面存档备份，存于） 中央社（页面存档备份，存于）
- 藝人豬哥亮親口證實罹患大腸癌第二期。自由時報（页面存档备份，存于）
- 行政院院長江宜樺晚間率團出訪薩爾瓦多。中央社（页面存档备份，存于）
- 中央研究院與西班牙考古團隊，在基隆和平島平一路停車場，掘出西班牙統治時期聖薩爾瓦多城古教堂的基礎，確定教堂的位置。另在教堂旁發現兩具骨骸，初步研判有三百多年。自由時報（页面存档备份，存于）

## 5月31日
- 馬英九總統在接受讀賣新聞專訪時表示，APEC是「馬習會」不錯的見面場合。NOWnews（页面存档备份，存于）
- 勞動部公佈社會新鮮人的平均月薪25175元新台幣，比14年前還少547元。民視新聞-pchome（页面存档备份，存于）